# Idris I van Marokko
Idris I (Arabisch: إدريس الأول) of Idris ibn Abdillah was stichter van de Arabische dynastie, de Idrisiden en hij wordt ook beschouwd als de stichter van Marokko. Hij regeerde van 788 tot 791. Na zijn dood werd hij opgevolgd door zijn zoon Idris II.

## Levensloop
Idris was een achterkleinkind van Hassan ibn Ali, de zoon van Fatima Zahra, de jongste dochter van de profeet Mohammed. Hij was dus een Alid, een nazaat van Ali ibn Aboe Talib. De Aliden verloren in 786 de Slag bij Fakhkh tegen de Abbasiden. Idris kon ternauwernood ontsnappen en vluchtte naar de Maghreb. Daar werd hij verwelkomd door een Berbersstam, de Awraba. Na verloop van tijd trouwde hij met de dochter van het stamhoofd, die hem een zoon schonk.
Hij verkreeg het leiderschap, zijn uitvalsbasis was Volubilis. Toen hij in 789 de stad Tlemcen veroverde, was dat een brug te ver voor kalief Haroen ar-Rashid. De kalief stuurde een gifmenger op hem af, die in zijn opdracht slaagde. Hij stierf in 791, zijn lichaam ligt begraven in Moulay Idriss.